# Université de Lyon (1896-1969)
Cet article est consacré à l'Université de Lyon entre 1896 et 1969. Pour les pages sur les universités actuelles, voir Université Lyon 1, Université Lyon 2, Université Lyon 3 ; pour le PRES Université de Lyon, voir Université de Lyon.
L'université de Lyon était le regroupement des facultés lyonnaises, créé en 1896. C'est l'ancêtre des trois universités lyonnaises actuelles.

## Histoire

### Création des premières facultés

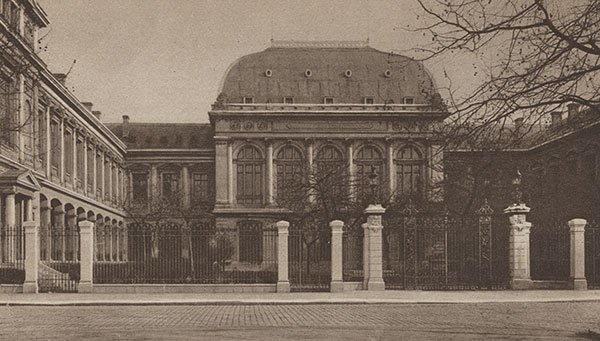
Carte postale de l'université en 1879.

La ville de Lyon n'a pas un long passé universitaire. Sous l'Ancien Régime, malgré quelques établissements de renom (ex. : le collège de la Trinité), Lyon est avant tout une ville marchande.
Ce n'est qu'au XIXe siècle qu'apparaissent les premières facultés lyonnaises :
- En 1835, naissance de la faculté de sciences.
- En 1838, naissance de la faculté des lettres.
- En 1839, établissement d'une chaire de droit commercial par le conseil municipal et la chambre du commerce (chaire confiée à Frédéric Ozanam).
- En 1841, création de l'École préparatoire de médecine et de pharmacie.
- En 1864, création d'une chaire d'économie politique.
- En 1874, l'École de médecine est érigée en faculté.
- Le 29 octobre 1875, par décret du maréchal Mac Mahon, création de la faculté de droit[1] (sous l'impulsion de Henri Wallon).

Dès lors, Lyon possède ses quatre facultés (sciences, lettres, médecine et droit), qui sont toutes gérées de façon isolée.

### Création de l'université
La loi Liard du 10 juillet 1896 sur l'enseignement supérieur affirme juridiquement un état de fait pour tous les groupes de facultés qui deviennent alors les universités françaises.
Les quatre facultés jusque là dispersées se rejoignent pour créer l'Université de Lyon.
La même année, les bâtiments monumentaux de la rive gauche du Rhône sont achevés. Ce palais universitaire est inauguré par le président de la République, Félix Faure, le 1er mai 1896.

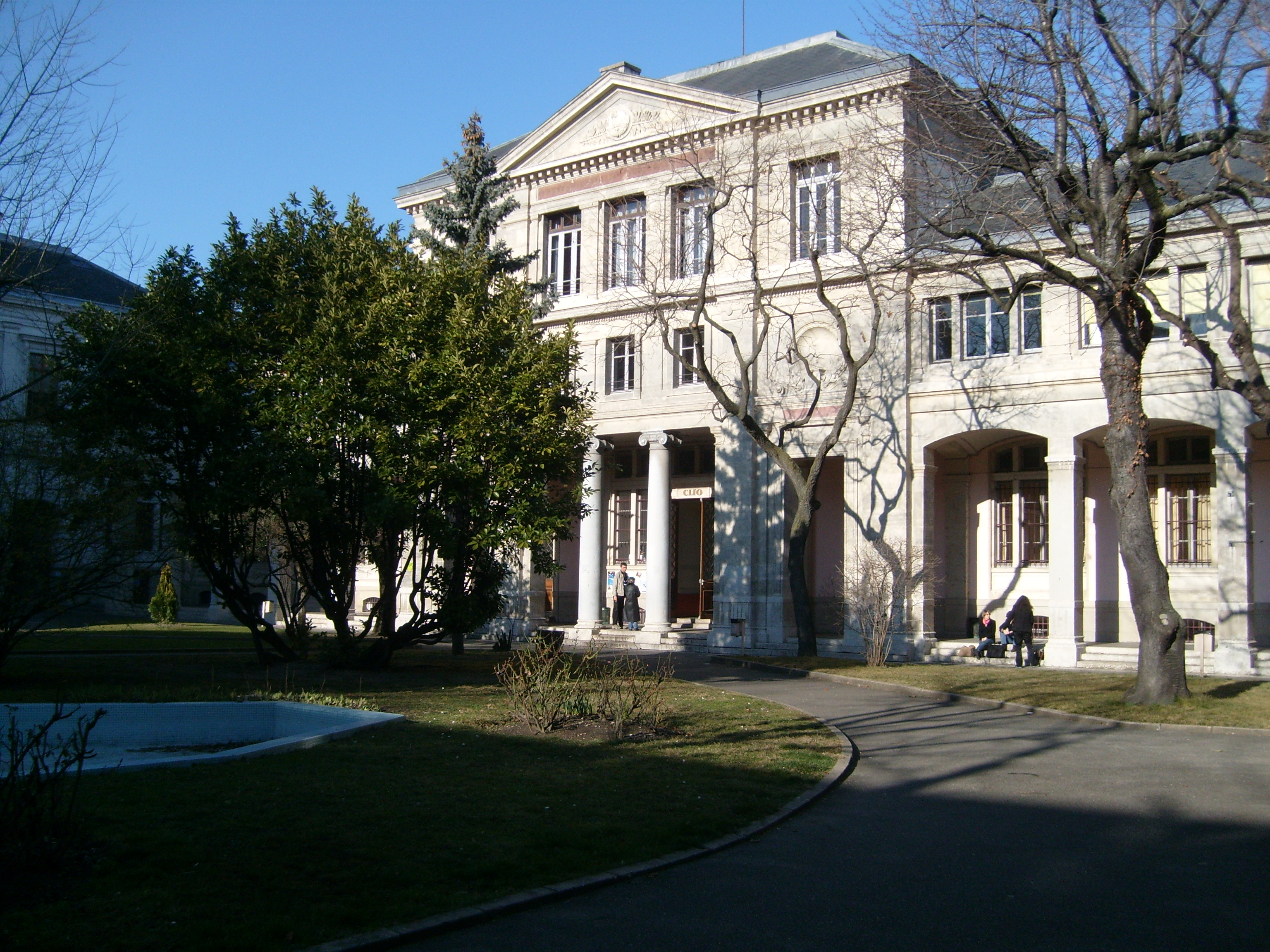
Bâtiment de l'actuelle université Lyon 2.

Au 1er janvier 1905, il y a 65 professeurs titulaires, 5 professeurs adjoints et 32 agrégés en exercice.
Au début du XXe siècle, l'Université de Lyon compte 2 551 étudiants, ce qui la place au premier rang des universités de province.

### Scission de l'université
Après les évènements de mai 1968, la loi Edgar Faure fait de chaque université un établissement juridiquement autonome. L'arrêté du 5 décembre 1969 constitue l'université Lyon 2, qui regroupe le droit, les lettres et les sciences humaines. En décembre 1970, par décret, l'université Lyon 1 regroupe de son côté les facultés des sciences, de médecine et pharmacie.
Puis, au regard d'importantes difficultés de cohabitation entre ces diverses composantes, le ministère de l'Éducation nationale, décide, par décret du 26 juillet 1973, une scission au sein de l'université Lyon 2. L'université Lyon 3 est créée.
Depuis 2007, « Université de Lyon » est le nom d'un pôle de recherche et d'enseignement supérieur (PRES) ayant statut d'établissement public de coopération scientifique (EPCS).

## Histoire de l'enseignement d'égyptologie

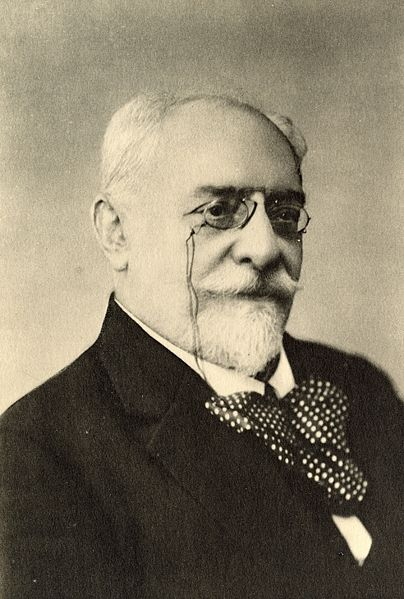
Victor Loret.

L'égyptologie scientifique débute à Lyon en 1879 avec l'ouverture d'un cours à l'université publique avec comme professeur Eugène Lefébure. C'est en 1887 que Victor Loret prend sa suite, partageant comme lui sa carrière entre des études sur le terrain et ses cours lyonnais. Ses qualités pédagogiques, qui lui valurent l'honneur de voir son nom attribué à l'Institut d'égyptologie de Lyon, s'expriment également dans la certitude qu'un enseignement ne peut être efficace qu'avec l'appui d'éléments matériels. C'est pourquoi il convainc les autorités du Louvre de fournir en dépôt un ensemble de 391 pièces de toutes les époques ; il s'en sert pour illustrer et compléter ses cours. Ce premier ensemble d'importance provient en partie du legs Durand de 1824 et de la collection Clot Bey acquise en 1852.
Son successeur Maurice Alliot obtient un second dépôt du Louvre en 1936. Celui-ci concerne 114 pièces du Nouvel Empire venues pour l'essentiel de fouilles auxquelles Alliot avait participé à Thèbes-ouest. L'ensemble de ces pièces, ainsi que de nombreuses suivantes, enrichissent alors les fonds de l'Institut d'égyptologie de l'Université. Durant les bombardements de 1944, les salles qui abritaient les collections furent sévèrement touchées et ces dernières (amputées de quelques pièces détruites), furent conservées quelques années dans des caves, le temps qu'un nouvel écrin leur soit dédié, les nouveaux locaux de l'Institut d'égyptologie du Pavillon Charles-Dugas.
Le successeur de Maurice Alliot François Daumas prend ses fonctions en 1954 et réussir à faire aboutir une importante donation de la collection Maspéro, dont il connaissait la famille. Celle-ci, très importante, n'était ni classée ni inventoriée et son exploitation pris plusieurs années.
Durant les évènements de Mai 68, les émeutes mettent gravement en danger les collections, quelques pièces sont volées ou détruites. Plusieurs responsables, dont Paul Barguet et Constance Husson, décident de cacher l'ensemble de la collection avec l'aide du mari de Mme Husson, directeur du Théâtre des Célestins. De nuit, avec l'aide de machinistes du théâtre, ils évacuèrent l'ensemble de la collection qu'ils cachèrent pour une partie dans une loge du théâtre et pour l'autre partie au domicile de Jean-Claude Goyon. Cette dissimulation dure une année avant que la collection ne soit transférées dans un local de l'Institut Pasteur Boulevard de Belges ; et ce n'est qu'en 1973 que les pièces antiques retrouvent des vitrines dans la toute nouvelle Maison de l'orient méditerranéen qui intègre l'Institut Victor-Loret.

## Étudiants et professeurs célèbres
- Camille Latreille, étudiant (vers 1890) puis professeur de Lettres (1913-1927)
- Alexis Carrel, doctorant puis chercheur (1889 - 1893), doctorat en 1900 et prix Nobel de physiologie ou médecine en 1912
- André Latreille, étudiant (vers 1920) puis professeur d'histoire moderne et contemporaine (1945-1984), doyen honoraire (1956-1959)
- Jean Corbel, étudiant (1942-1945), doctorat en 1955 puis chargé de recherche au CNRS
- Henri Laoust, professeur d'histoire arabe (1946-1956)
- Shūsaku Endō, étudiant (1950-1953), auteur japonais lauréat du prix Akutagawa
- Geneviève Latreille, assistante puis maître de conférences en psychologie sociale (1965-1982), vice-présidente de l'Université Lyon-II (1968)
- Michel Terrot, étudiant[réf. nécessaire], député du Rhône
- Jean-Michel Aulas, étudiant (1968), président-directeur général de l'OL Groupe
- Gérard Collomb, étudiant (1967-1970), maire de Lyon